# Geertruida H. Springer
Geertruida Helena (Truus) Springer (Haarlem, 23 mei 1895 – aldaar, 24 februari 1988)) was een Nederlands kunstschilder.
Springer was een dochter van Margaretha Helena van Doorn en tuin- en landschapsarchitect Leonard Springer. Ze is via haar vader een kleindochter van kunstschilder Cornelis Springer. Truus Springer bleef ongehuwd, aldus haar bericht van overlijden, opgesteld door haar zuster. Ze werd in stilte gecremeerd. 
Ze tekende al van jongs af aan. In 1904 zond ze een tekening in voor een tekenwedstrijd van het Haarlem's Dagblad; ook het jaar daarop deed ze mee. In 1906 won ze (10 jaar) een prijs in de categorie elf jaar of jonger. Ze tekende en schilderde met name stillevens en portretten, zo ook van haar moeder. Van een (kunst)opleiding is vooralsnog niets bekend. Een aantal van haar werken bevindt zich in de collectie van het Teylers Museum in Haarlem. Voor haar vader tekende ze dendrologische objecten.
Zij en haar zus Johanna Hendrika Springer (1892-1990) schonken in 1986 zestig tekeningen en twaalf schetsboeken van hun grootvader Cornelis Springer aan het Teylers Museum.